# Инген
 Тази статия е за римския военачалник.  За китайския монах вижте Инген (монах).  
Инген (на латински: Ingenuus; + 260 г.) е военачалник и римски управител на Панония и узурпатор против император Галиен. Регира от около 258 до юни 260 г.
През 257 – 258 или юни 260 г. той е управител на провинция Долна Мизия.
Първоначално Инген има за задача военното възпитание на Валериан Цезар, най-старият син на Галиен и от 256 г. съимператор на баща си. През 258 г. момчето умира ненадейно и Инген изпада в критично положение. Когато Валериан попада в плен на сасанидите през 260 г., Инген се провъзглася за император и се вдига срещу Галиен. Императорът изисква войската от Галия и се среща с Инген при Мурса. Армията на узурпатора е разбита, Инген убит или се самоубил. Към неговите поддръжници вероятно се числи и Регалиан, който също се издига за император.